# Residência de Munique

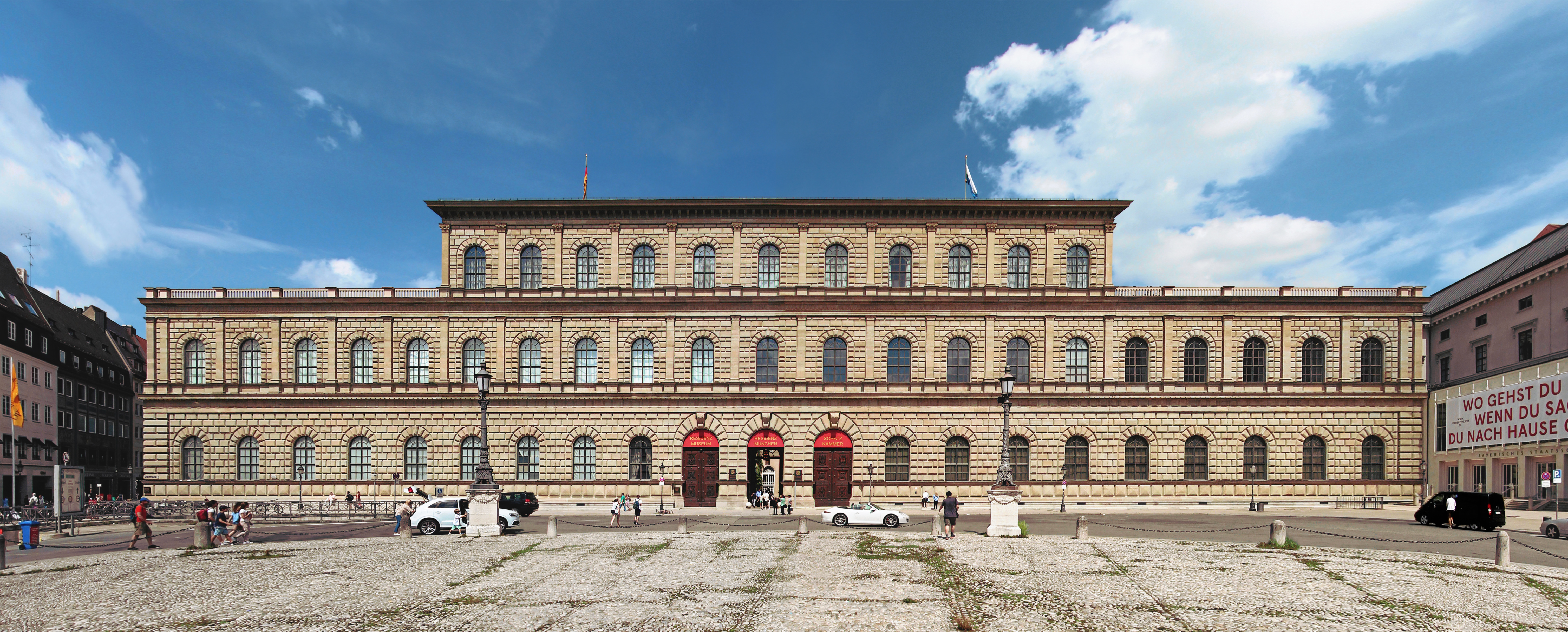
Münchner Residenz, fachada da Ala do Rei.

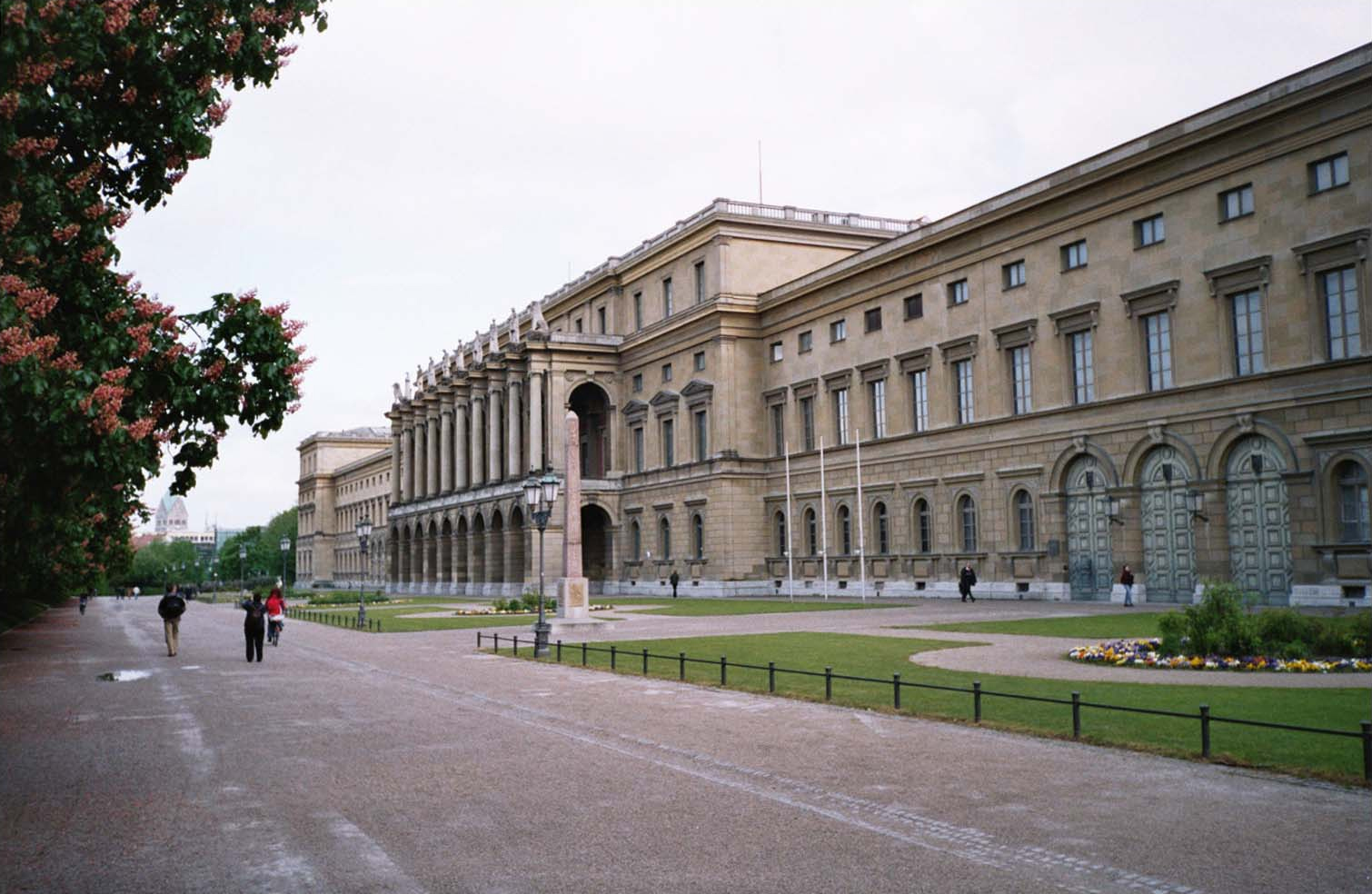
Fachada da Ala do Salão de Festas voltada para o Pátio do Jardim.

A Residência de Munique (em alemão: Münchner Residenz) é um palácio em Munique, na Baviera, Alemanha. Situado no centro da cidade, foi a residência oficial dos duques, dos eleitores e dos reis da Baviera (ver Casa de Wittelsbach). É o maior palácio urbano na Alemanha, servindo, atualmente, como um museu de decoração de interiores, considerado um dos mais belos da Europa. Também abriga uma sala de concertos, a Casa do Tesouro Real e o Teatro Cuvilliés. 
O complexo é composto por dez pátios e o museu por 130 salas. O palácio está dividido em três áreas principais: a Königsbau ("Ala do Rei"), onde se encontra a Max-Joseph-Platz ("Praça Max-Joseph"); a Maximilianische Residenz ("Residência de Maximiliano"), a qual constitui a fachada da residência voltada para a rua e uma grande parte das alas interiores; e a Festsaalbau ("Ala do Salão de Festas"), virada para o Hofgarten ("Pátio do Jardim"). A passagem dos séculos fez crescer no palácio uma mistura dos estilos arquitectónicos do Renascimento, Barroco, Rococó e Classicismo. Frente à entrada para o Pátio Imperial e na passagem para o Brunnenhof ("Pátio da Fonte") existem dois leões de bronze, dos quais se diz que tocar-lhes traz boa sorte).

## História

### ONeue Vestegótico
A partir de 1385 encontrava-se no local da actual Residência o Neuveste ("novo castelo"), uma vez que, após a revolta dos cidadãos de Munique, uma fuga para o vizinho Alter Hof ("corte velha") seria demasiado incerta. O castelo estava rodeado por um fosso, bastando atravessar uma ponte fortificada para alcançá-lo a partir da cidade. Significativamente, a maior torre, a Silberturm (Torre de Prata), não se encontrava no exterior, mas sim reforçando o interior contra a cidade. No entanto, só com Guilherme IV da Baviera (1493-1550) é que a sede ducal desligaria o Neuveste do Alter Hof. Este edifício sofreu alterações e foi ampliado ao longo dos séculos, perdendo o seu carácter de fortificação e tornando-se obsoleto com o advento dos canhões, os quais permitiam a penetração das paredes. 
Ainda hoje, existem no Apothekenhof (pátio da farmácia) as abóbadas das caves e as fundações do antigo castelo. A sua localização no pátio está realçada pela presença de pedras encarnadas no pavimento. 
Foi deste modo que os primeiros governantes da Casa de Wittelsbach ergueram a planta da Veste (termo antigo para castelo), privilegiando as características militares em detrimento dos aspectos de representação e sociais.

### O palácio renascentista
O Duque Guilherme IV desenvolveu o Neuveste através do chamado Rundstubenbau e mandou construir o primeiro Hofgarten (Pátio do Jardim), local onde se ergueria mais tarde o Marstall. No pavilhão de jardim foram colocadas uma série de pinturas históricas, incluindo a A Batalha de Alexandre em Isso, executada por Albrecht Altdorfer. Alberto V da Baviera encarregou Wilhelm Egkl de executar, além dum Salão de Festas (o St. Georgssaal) para o Neuveste, uma "Câmara de Arte" (Kunstkammer) no edifício Marstall (hoje, Serviço Nacional de Monumentos Históricos). Nesta câmara, muitas das colecções de arte de Munique têm a sua origem. Não existindo espaço suficiente para a sua extensa coleção de esculturas, foi criado, entre 1568 e 1571, por Simon Zwitzel e Jacopo Strada, o chamado Antiquarium. O novo edifício já não tinha espaço dentro do Neuveste, o que obrigou à sua construção fora do castelo e fez com que o desenvolvimento da Residência tomasse uma nova direcção predefinida. O Antiquarium, ocupando todo piso térreo do edifício, é a maior galeria renascentista a norte dos Alpes. No piso superior do novo edifício foi instalada a biblioteca da corte, a qual viria a formar o coração da posterior Biblioteca Estadual da Baviera (Bayerischen Staatsbibliothek).
Entre 1580 e 1581, Guilherme V da Baviera mandou construir um andar (o Witwenstocks) para a sua mãe, a duquesa viúva Ana de Habsburgo, e instalar as quatro alas maneiristas do Pátio da Gruta (Grottenhofs), executadas entre 1581 e 1586 pelo arquitecto Friedrich Sustris. Em 1590 nasceu a Sala Negra (Schwarze Saal), a sudoeste do Antiquarium. A partir desse mesmo ano, teve início a construção da Ala do Príncipe Erb (Erbprinzentrakt), sob a direcção de Sustris.
Por ordem do Duque Maximiliano I, mais tarde Eleitor da Baviera, emergiu no lado oeste a Residência Maximiliana (Maximilianische Residenz). A sua fachada ainda preservada era, até ao século XIX, a única fachada visível pelo público. É dominada pelos dois portais guardados por leões e pela estátua da Mãe de Jesus, como Patrona Bavariae, colocada num nicho da parede entre os portais na parte ocidental do complexo da Residência. Inicialmente, Maximiliano manteve os edifícios existentes e reconstruiu-os. Mais tarde fechou o espaço chamado de Brunnenhof, uma área aberta que anteriormente tinha servido para a realização de torneios. Em meados da década de 1610 foi construída a grande Fonte Wittelsbach (Wittelsbacherbrunnen). Hubert Gerhard criou figuras de antigos deuses e a estátua de Otto von Wittelsbach, originalmente destinadas a outros projectos. No interior ficava a Capela da Corte (Hofkapelle, 1601-1603) e os aposentos privados do duque e da duquesa. A capela, pavimentada com mármore ricamente decorado com scagliola, serviu como oratório privado dos duques. Por outro lado, Maximiliano I demoliu a partir de 1612 grande parte das alas sul e oeste do Neuveste, incluindo a Torre de Prata (Silberturm) e o Paço (Palas).

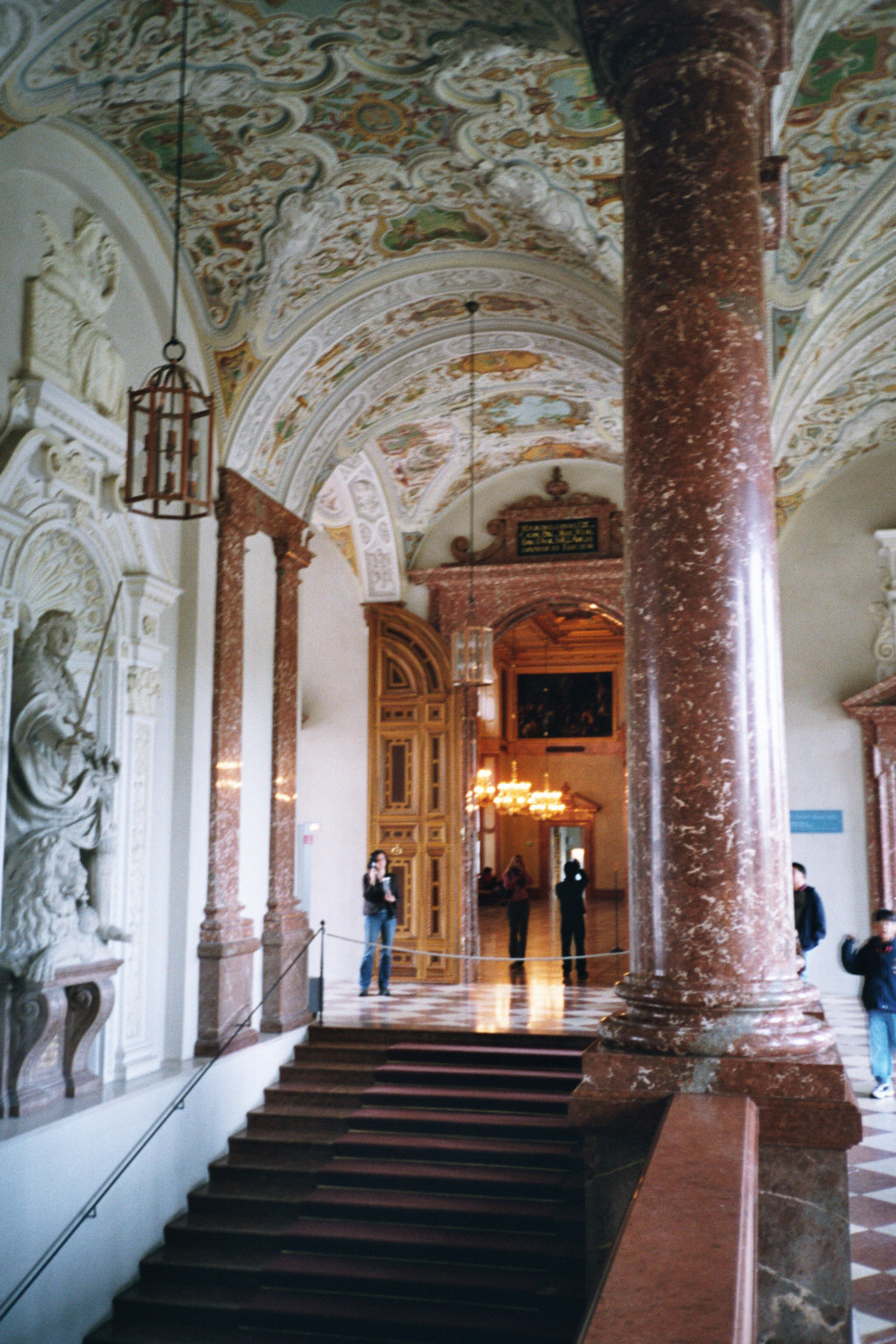
Escadaria do Imperador (Kaisertreppe).

Entre 1611e 1619 foram criadas, a norte do Pátio do Imperador (Kaiserhof), as Salas de Trier e Stein (Trier und Steinzimmern), assim como a Sala do Imperador (Kaisersaal) e a Escadaria do Imperador (Kaisertreppe) como generosos aposentos de hóspedes, as quais documentam as altas pretensões políticas de Maximiliano I. Erguidos sob o comando de Hans Krumpper e Heinrich Schön e decorados por Peter Candid, os locais não se limitam a ilustrar o mundo de Maximiliano I, sendo igualmente, com as molduras das portas, os afrescos dos tectos e as tapeçarias, um exemplo da arquitectura do início do século XVII. As ampliações de Maximiliano I satisfizeram os seus sucessores, sendo por eles ocupadas, com pequenas alterações nos interiores, até ao século XIX.

### Os apartamentos do Barroco e do Rococó
No Alto Barroco, sob Fernando Maria, foi criado, pelo italiano Barelli, o Quarto Pontifício (Päpstlichen Zimmer) com o Gabinete do Coração (Herzkabinett). Serviram como aposentos da Eleitora Henriqueta Adelaide, recebendo o nome actual a partir da visita do Papa Pio VI, ocorrida em 1782. Para a Câmara de Audiência (Audienzzimmer), também devido ao tecto do chamado Salão Dourado (Goldener Saal), teve que ser construída uma nova ala triaxial na rua da Residência, existindo ainda um pouco da fachada ligeiramente recuada para oeste. As salas apresentavam as severas formas e dourados do barroco italiano. As ampliações de Maximiliano II Emanuel (Sala de Alexandre - Alexanderzimmer e Sala de Verão - Sommerzimmer, como salas de estar de representação) foram renovadas ainda durante a sua vida. Os restos tornaram-se inacessíveis, até à actualidade, devido ao incêndio sofrido pela Residência em 1729.
O seu sucessor, o Rei e mais tarde Imperador Carlos VII, fez no seu lugar as Câmaras Ricas (Reichen Zimmer) com a Galeria Verde (Grüne Galerie), o Gabinete dos Espelhos (Spiegelkabinett) e o Quarto da Parada (Paradeschlafzimmer). Na sua elaborada decoração dominam os dourados sobre as paredes brancas e as púrpuras, gravadas numa oficina de Génova. Só a Galeria Verde, como o próprio nome sugere, está coberta por um damasco de seda verde. A sequência de espaços e a sua localização baseiam-se num reflexo das salas do Quarto Pontifício. No piso térreo foi construída, entre 1726 e 1730, a galeria dos Antepassados (Ahnengalerie) com os seus belos estuques executados por Johann Baptist Zimmermann. Esta galeria contém mais duma centena de retratos de membros da Casa de Wittelsbach até ao último Rei da Baviera, Luís III. Este espaço tinha ainda como propósito fundamentar o direito de Carlos VII à Coroa Imperial, providenciado pela localização do seu retrato no meio da sala, centrado pelos de Carlos Magno, do Imperador Luís IV e do lendário Theodo I da Dinastia Agilolfinger. Junto a esta galeria situa-se um outro magnífico gabinete, erguido para albergar a Casa do Tesouro (Hausschatzes), para o qual não existia nenhuma sala específica à data. Desde a construção do Tesouro Velho (Alten Schatzkammer), por ordem do Príncipe Regente Leopoldo, em 1897, esta área é usada, até à actualidade, como Gabinete das Porcelanas (Porzellankabinett). Deste modo, os arquitectos da corte Joseph Effner e François de Cuvilliés trabalharam unicamente para elevar a glorificação da sua Casa com vista à obtenção da Coroa Imperial, o que viria a suceder em 1742. para além do já citado Johann Baptist Zimmermann, também estiveram envolvidos os artistas Joachim Dietrich e Wenzeslaus Miroffsky. As duas fachadas exteriores da Galeria Verde, com as suas sete janelas de volta perfeita viradas para o Pátio da Ala do Rei (Königsbauhof), são uma obra-prima de Cuvilliés.

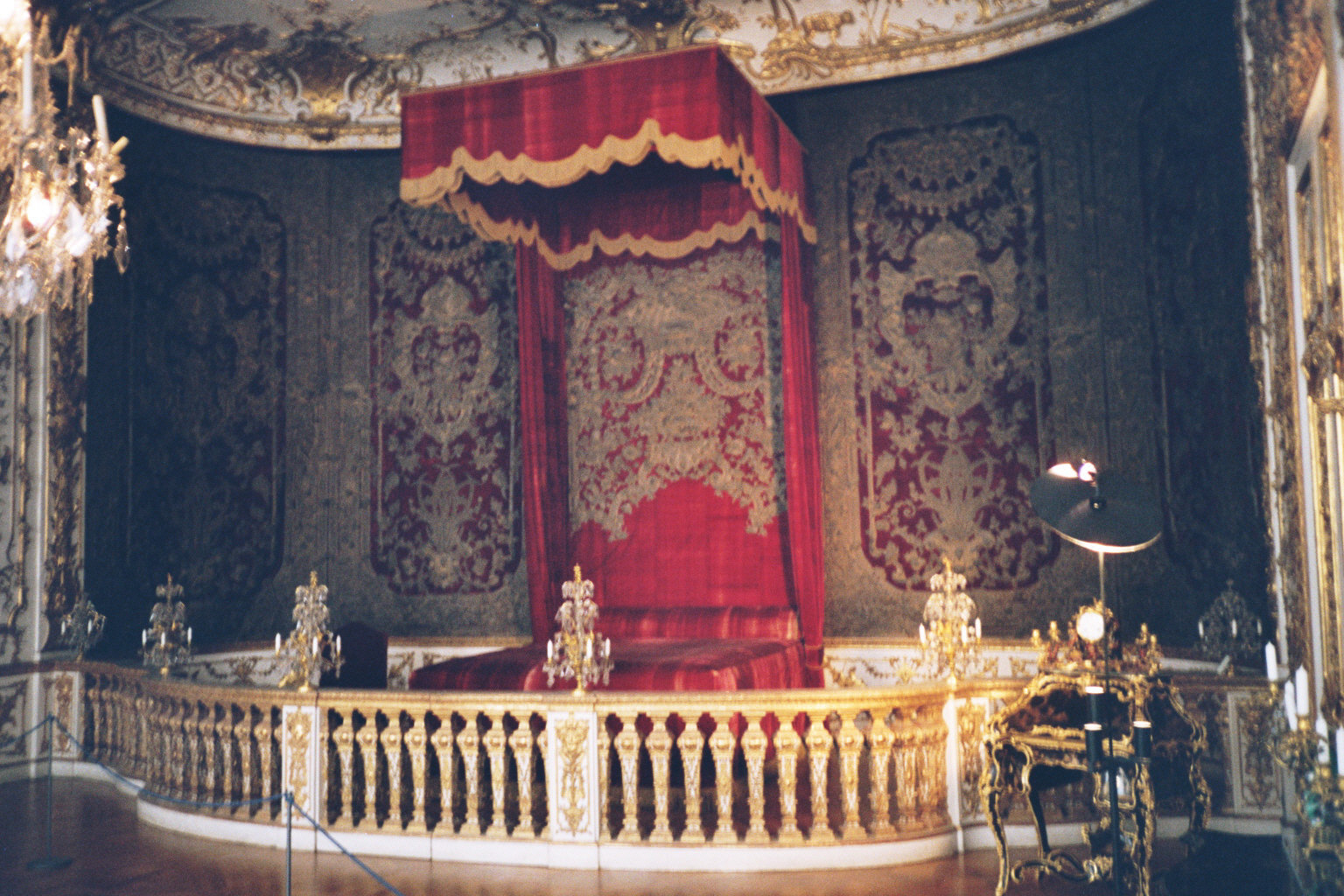
Quarto de aparato do Príncipe-Eleitor.

O seu filho, o Eleitor Maximiliano III José, renunciou a qualquer pretensão sobre a Coroa Imperial, o que se reflecte no mobiliário dos aposentos do Príncipe-Eleitor executado por François de Cuvilliés e Johann Baptist. Estas salas estavam localizadas por cima do Antiquarium, no local até então ocupado pela Biblioteca da Corte (Hofbibliothek), apresentando um estilo rococó tardio. Mais importante, porém, foi a construção do Teatro Antigo da Residência (Alten Residenztheater), também chamado de Teatro Cuvilliés, uma sala de teatro, em estilo rococó, destinada exclusivamente ao uso da corte. Este edifício tornou-se necessário porque o antigo Salão de Jorge (Georgssaal), que servia até então como sala de teatro, foi destruído pelo incêndio do Neuveste ocorrido no dia 5 de Março de 1750. O Teatro Cuvilliés foi construído como um edifício quase independente no Pátio do Jardim, sendo ligado à Residência apenas por um átrio, de forma a reduzir os riscos de incêndio ao mínimo. Além disso dispunha de paredes especialmente grossas e dum dispositivo que permitia bombear água do sótão em caso de necessidade. Surpreendente foi também uma construção elevada, o que permitia que o piso do teatro pudesse ser utilizado, também, como Salão de Festas.

### As ampliações clássicas de Luís I

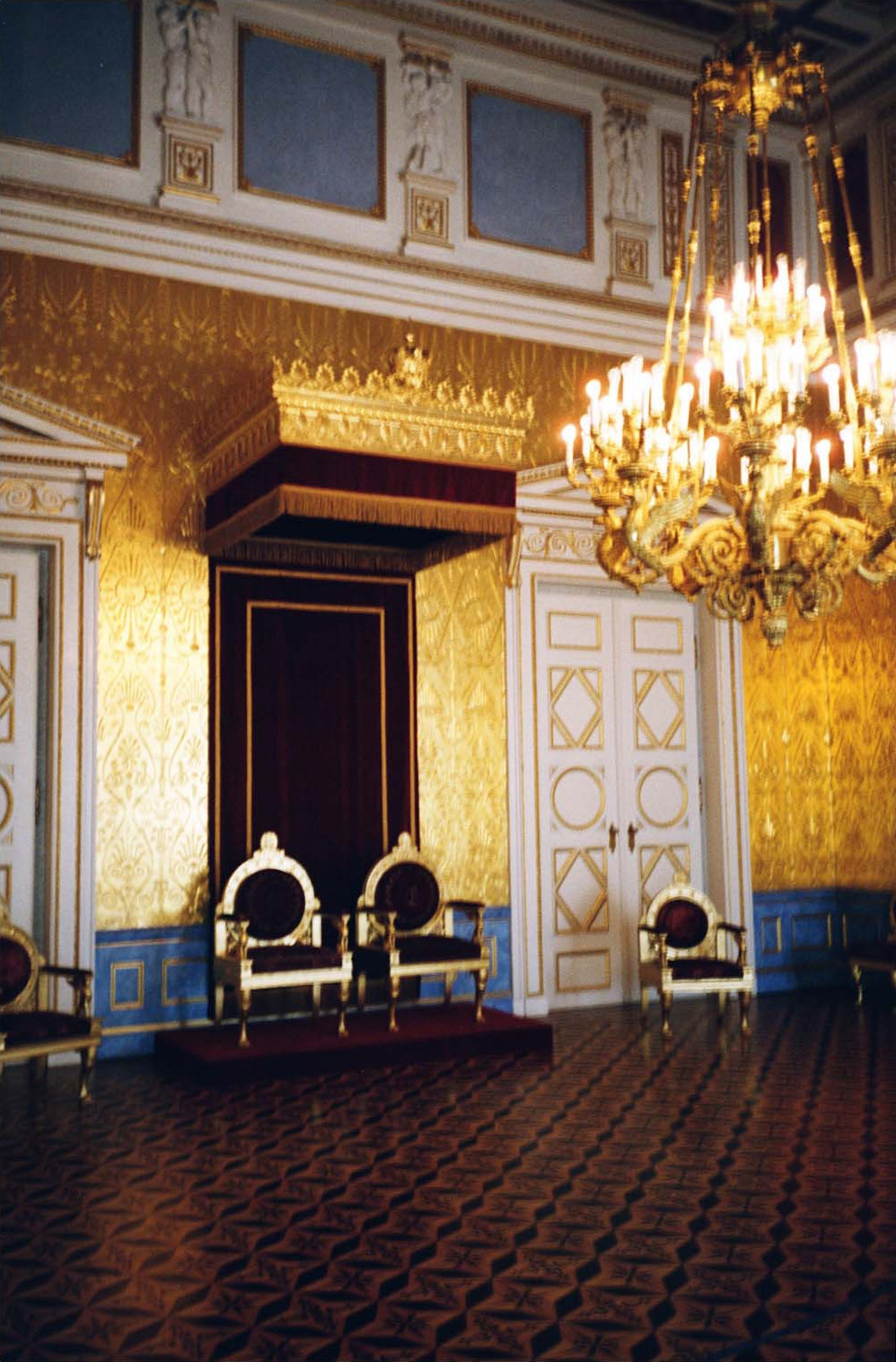
Pequena Sala do Trono (Kleiner Thronsaal) na Ala do Rei.

O surgimento do Reino da Baviera, em 1805, e o surgimento das importantes alterações urbanísticas oitocentistas em Munique não eram, até então, visíveis nas partes da Residência a descoberto. Esta parte da Residência Real, indigna dum arquitecto da corte como François de Cuvilliés, foi alvo de ambiciosos planos de expansão, sob Maximiliano I José, os quais nunca chegaram a ser realizados por falta de meios financeiros. O rei contentou-se com a criação dos Salões do Imperador (Kaisersaales) e com a modernização das Salas de Hércules (Herkulessaales), as actuais Salas Max José (Max-Joseph-Saals). Este monarca deixou a Câmara do Conselho de Estado instalada entre a Sala Hartschier (Hartschiersaal) e a Câmara Stein (Steinzimmern).
Além disso, passou a dispor, no lugar do mosteiro franciscano abortado em 1802, do Pátio Real (Königliche Hof) e do Teatro Nacional (Nationaltheater), erguidos entre 1811 e 1818, e, posteriormente, da Praça Max-Joseph (Max-Joseph-Platz), construída segundo os planos de Karl von Fischer.
O presente volume foi alcançado entre 1825 e 1842, durante o reinado de Luís I da Baviera, segundo os planos de Leo von Klenze, o qual construiu a Ala do Rei (Königsbau) em estilo clássico usando como modelo os florentinos Palazzo Pitti e Palazzo Rucellai. O estilo do renascimento italiano também foi copiado na Ala do Salão de Festas (Festsaalbau) e na Igreja Palatina de Todos os Santos (Allerheiligen Hofkirche). Este estilo bizantino e românico da Igreja de Todos os Santos foi copiado da Capela Palatina do Palazzo dei Normanni, em Palermo, incluindo os seus magníficos afrescos que hoje em dia, infelizmente, já não existem.
Enquanto o Quarto de Carlota (Charlottenzimmer) era decorado, no início do século XIX, ao gosto do Estilo Império, surgiram, com o alargamento do espaço, muitos outros edifícios em alinhamento, incluindo, na Ala do Rei, as Salas de Luís I (Wohnräume Ludwigs I), e as Salas dos Nibelungos (Nibelungensäle), pintadas por Schnorr von Carolsfeld, no piso térreo. No segundo andar encontram-se as chamadas Salas de Festa (Festgemächer), pensadas para as pequenas festas da corte. A área de impacto foi dividida em Salão, Salão de Recepção, Sala de Dança, Sala de Flores e Quartos Privados do Rei. Na planta, estas salas ainda numa forma muito simplificada, albergam a Academia das Belas Artes (Akademie der Schönen Künste). O ainda preservado apartamento real tinha, principalmente, funções representativas, podendo, já na época, ser visitado por marcação. Os verdadeiros quartos privados do casal real, na parte de trás da Ala do Rei, já não existem devido à devastação que sofreram durante a Guerra Mundial. Klenze foi responsável não só pela arquitectura, tendo desenhado, também, os pavimentos, as pinturas murais e todo o mobiliário. As Salas dos Nibelungos foram concebidas como salas de exibição, tendo acesso público, através duma entrada separada, pela rua da Residência. 
Entre 1832 e 1842 foi construída a Ala do Salão de Festas (Festsaalbau), onde Cuvilliés já havia planeado um novo edifício sobre os últimos vestígios do mal reparado Neuveste, destinado a desaparecer depois do incêndio de 1750. Na Ala do Salão de Festas existe uma generosa enfiada de salas, com a Sala do Trono (Thronsaal) no meio, os Salões Imperiais (Kaisersäle), a Sala de Baile (Ballsaal) e a Sala de Batalha (Schlachtensaal) contida no pavilhão nordeste. Estas instalações foram pensadas, unicamente, para actos do governo e festas da corte, dispondo, ainda, duma escadaria cerimonial (Prunktreppe) não preservada actualmente. O ponto alto desta área situava-se em volta da Grande Sala do Trono (Große Thronsaal), no meio da construção. Era ali que se realizavam as principais cerimónias, com o trono rodeado por doze estátuas colossais em metal fundido, da autoria de Ferdinand von Miller, representando os principais governantes bávaros.
O piso térreo da Ala do Salão de Festas continha uma série de salas, as quais, em contraponto com as Salas dos Nibelungos, as quais foram pintadas com motivos da Odisseia e serviam como quartos de hóspedes. A Ala do Salão de Festas também se encontrava ligada com a zona da farmácia (Apothekenstock), a qual continha a Farmácia da Corte (Hofapotheke), além de alojamentos e escritórios dos empregados da corte.

### As ampliações depois de Luís I

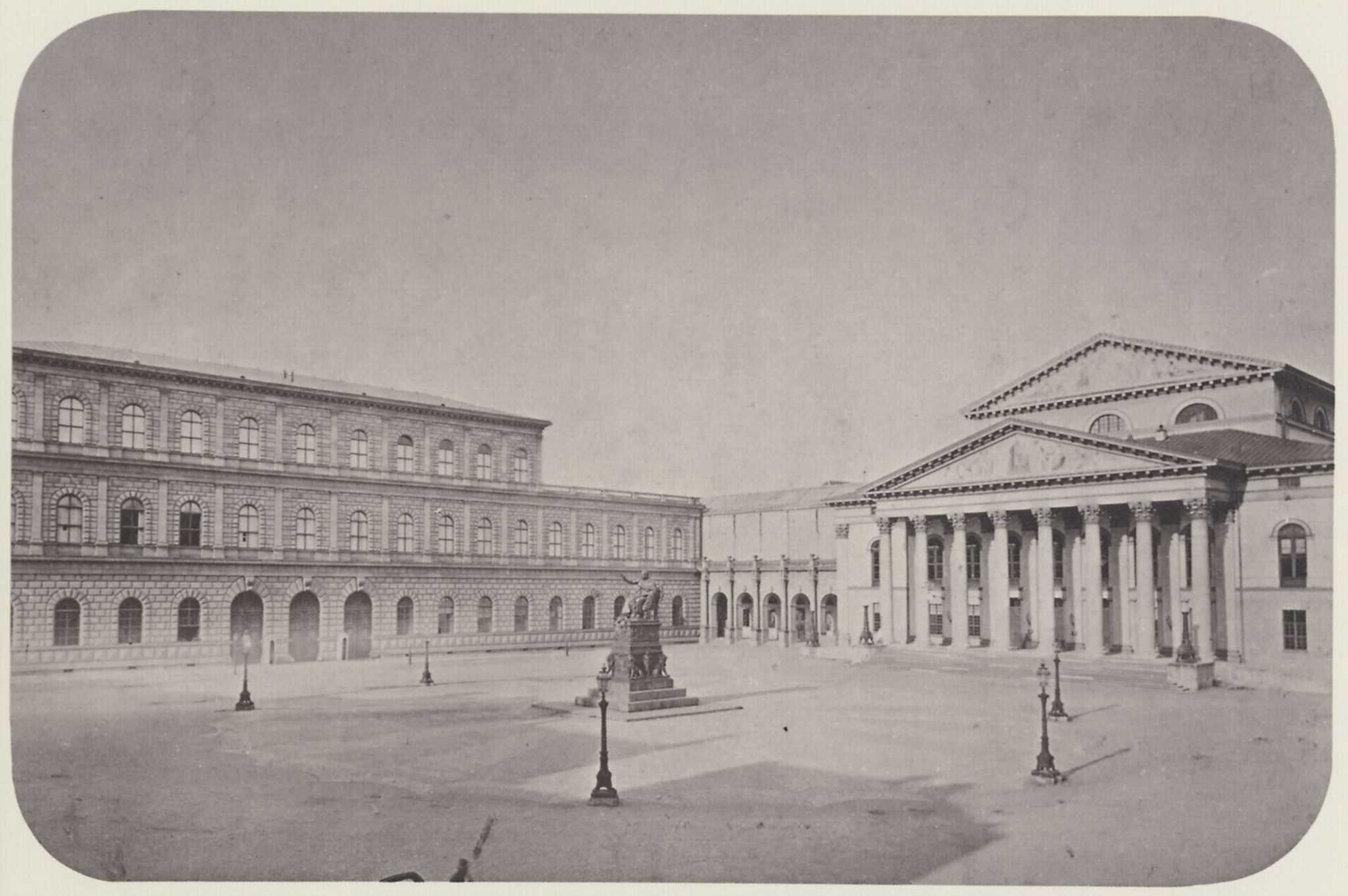
Joseph Albert: Vista da Münchner Residenz cerca de 1860, com o Jardim de Inverno de Maximiliano II entre a Ala do Rei e o Teatro Nacional (Nationaltheater).

Maximiliano II limitou-se a adaptar o Apartamento dos Reis (Appartement des Königs) às suas necessidades e a mandar construir um Jardim de Inverno, desenhado por Franz Jakob Kreuter, entre a Ala do Rei e o Teatro Nacional (Nationaltheater). No entanto, quem concluiu o edifício foi August von Voit, um arquitecto que já havia edificado o Palácio de Cristal de Munique para o rei. Maximiliano II também mandou restaurar o Teatro Cuvilliés, o qual, desde 1825, era usado quase exclusivamente como armazém de cenários do Teatro Nacional.
Luís II já não tinha muitas alterações a fazer à Residência. Em primeiro lugar concebeu o seu Apartamento de Príncipe, no piso superior do pavilhão noroeste da Ala do Salão de Festas, em Estilo Luís XIV. Além disso, para a sua noiva, Sofia Carlota na Baviera (a irmã da imperatriz Isabel da Áustria conhecida como "Sissi", mandou preparar a instalação de salas no Jardim da Corte, as quais eles nunca habitariam, uma vez que a ligação foi dissolvida antes de se concretizar. Além disso, foram concluídas sob Luís II as Salas dos Nibelungos. Este monarca também continuou a tradição do seu avô, o Rei Luís I, continuada pela equipa dos teatinos sobre as próprias pinturas em curso, representando cenas da tetralogia Der Ring des Nibelungen ("O Anel dos Nibelungos"), de Wagner. Luís II passou, ainda, pela fase de electrificação do Teatro Cuvilliés e pelo restauro de todos os apartamentos da Residência.

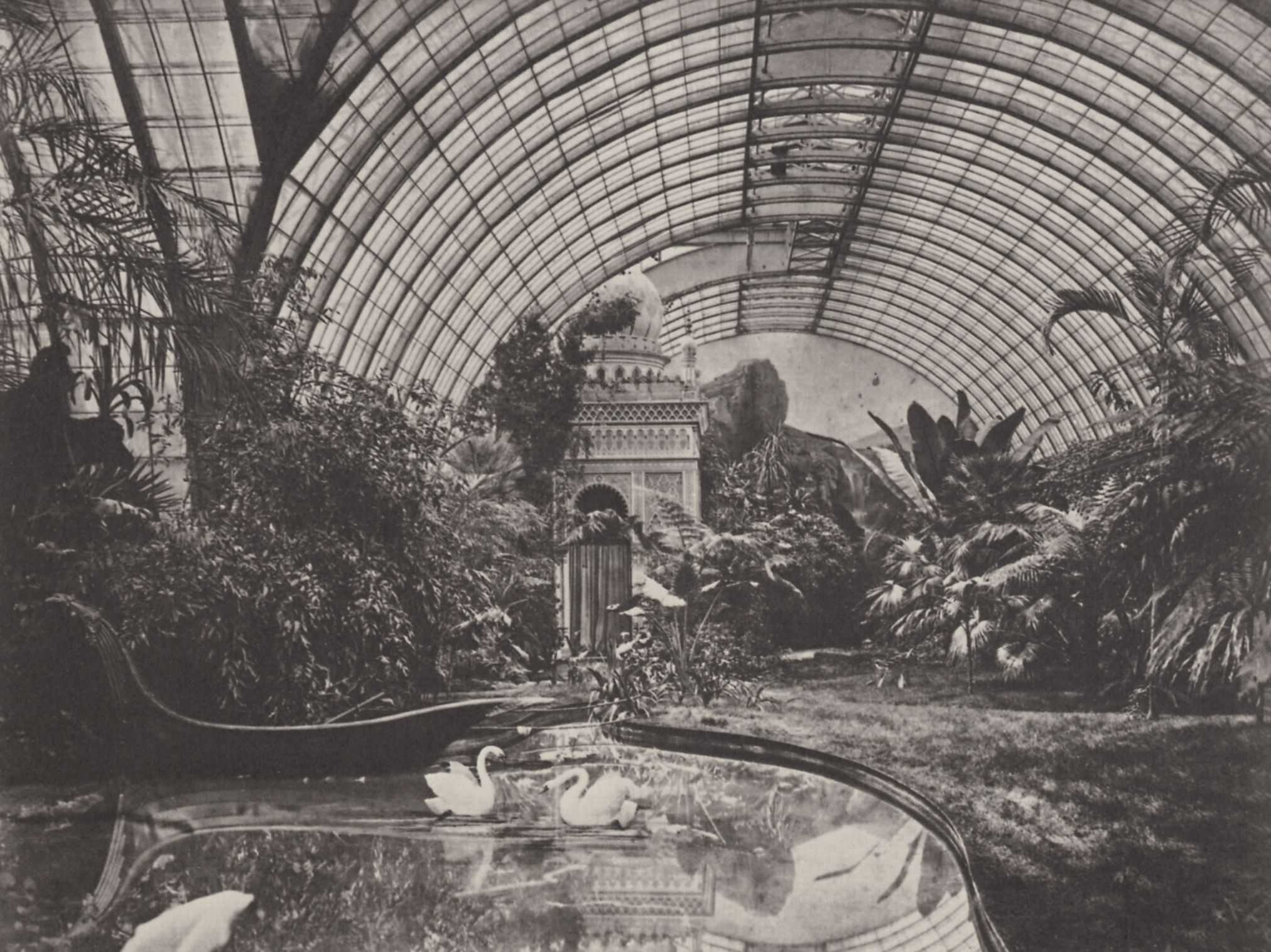
Joseph Albert: o Jardim de Inverno do Rei Luís II em 1870.

Em 1870, teve início, ao longo da ala noroeste edifício do Salão de Festas, a construção dum grande Jardim de Inverno, com 70 metros de comprimento por 17 de largura, executado pelo director do Jardim da Corte, Carl Effner, e pelo pintor de cenários Christian Jank. Uma tonelada de vidro e ferro estava suspensa a 9 metros de altura sobre a flora e fauna exóticas, com um lago artificial, um quiosque mourisco, uma cabana de pescadores e grandes pinturas panorâmicas removíveis, por Julius Lange. Depois da morte de Luís II a extensa estrutura foi desmantelada, em 1897, por ordem do Príncipe Regente Leopoldo, uma vez que era demasiado pesada para a construção e as águas do lago gotejavam nos aposentos dos criados situados abaixo. Apenas a portaria no Pátio do Imperador, construída para suportar a construção, resistiu até 1950.
O príncipe regente Leopoldo mandou reconstruir para seu uso a Câmara Stein, uma vez que ele não queria viver no Apartamento dos Reis. Por outro lado, deve-se a este governante a construção duma nova Sala do Tesouro, já na época fechada por uma porta-forte. Luís III viveu na residência apenas durante um curto período antes da revolução de 1918. Tasl como o seu pai, instalou-se inicialmente na Câmara Stein, situada na zona do Pátio do Imperador, e mais tarde na Ala do Rei. Além disso, durante a Primeira Guerra Mundial as salas dos Nibelungos foram preparadas e utilizadas pela Rainha Maria Teresa para trabalhar, com mulheres de todos os estratos sociais, na manufactura de peças para os soldados no campo de batalha.

## O Jardim da Corte (Hofgarten)

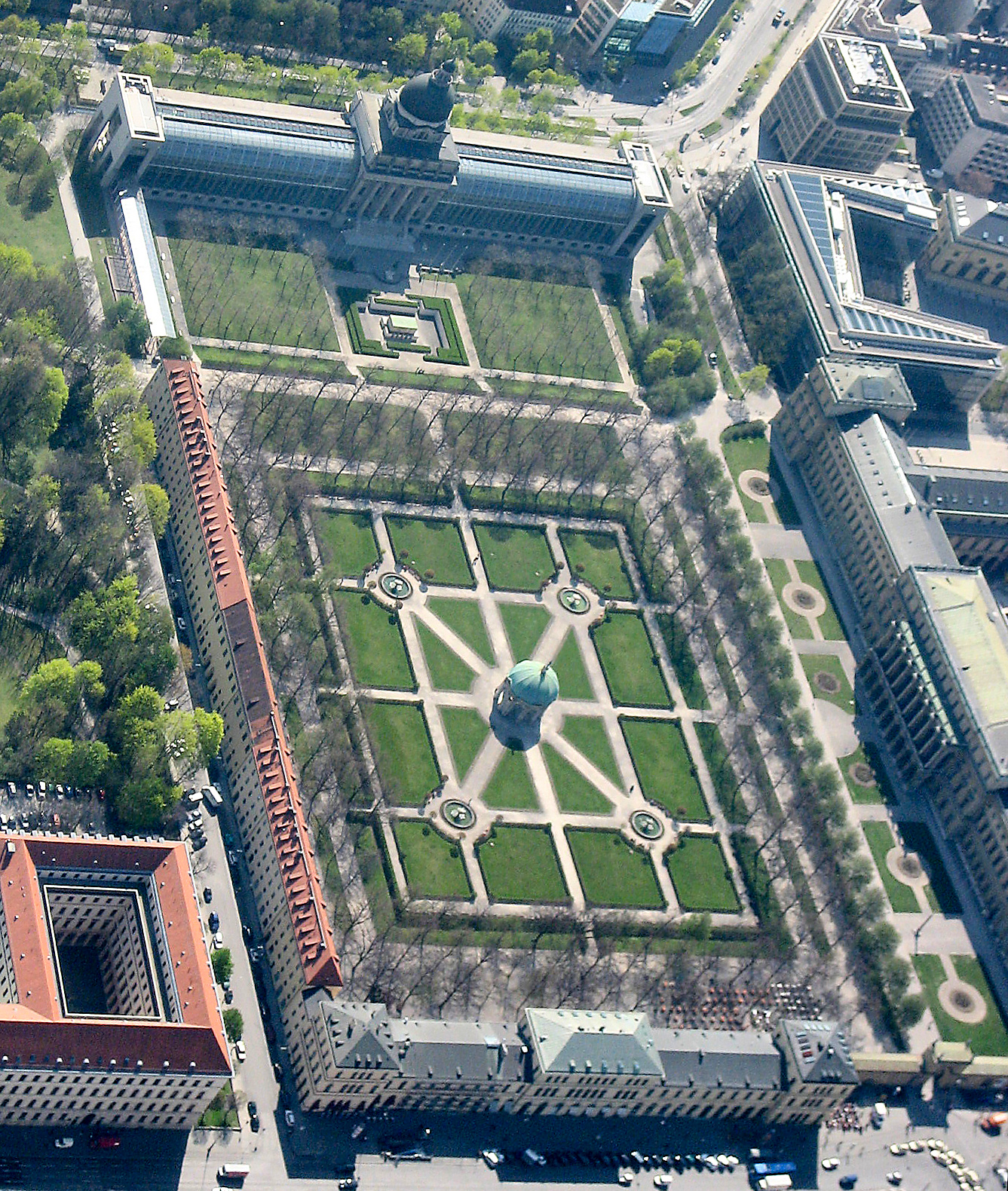
Vista aérea do Jardim da Corte.

O Jardim da Corte (Hofgarten) da Münchner Residenz é um dos maiores jardins maneiristas a norte dos Alpes.
Entre 1613 e 1617 foi arranjado, por ordem do Eleitor Maximiliano I, um jardim renascentista à italiana. A entrada principal do jardim, construída em 1816, enfrenta a Igreja dos Teatinos, sendo a primeira estrutura de Leo von Klenze em Munique. Dois dos lados do pátio são limitados por arcadas; no lado norte fica o Museu do Teatro Alemão (Deutsche Theatermuseum), no lado oeste podem ver-se os afrescos de Peter von Cornelius com episódios da Casa de Wittelsbach. Para sul, o pátio engloba uma fachada da Münchner Residenz e no extremo leste fica a Chancelaria do Estado da Baviera (Bayerische Staatskanzlei).
No meio dos Jardins da Corte ergue-se um pavilhão, o Templo de Diana, uma antiga construção de Heinrich Schön (1615). Dos oito arcos do pavilhão saem os caminhos cruzados do Jardim da Corte, o que determina a sua estrutura. No pavilhão de concertos, reúnem-se bailarinos em danças informais e músicos de rua para entreter os visitantes do parque. Caracteriza-se por quatro oportunas fontes interiores decoradas com conchas, as quais aparecem descritas, por exemplo, na obra de André Gide. O tecto do Templo de Diana encontra-se adornado por uma cópia do Tellus Bavaria - estátua de bronze executada em 1623 por Hubert Gerhard. A original encontra-se agora na Sala do Imperador da Münchner Residenz.
A reconstrução que se seguiu à Segunda Guerra Mundial, durante a qual o Jardim da Corte foi destruído, obedeceu a um compromisso entre os elementos do estilo de jardim paisagístico à inglesa, do século XIX, e o desenho original do século XVII. O espaço frente à Residência regressou aos planos originais, executados em 1853 por Carl Effner, com os  canteiros de flores típicos do século XIX.

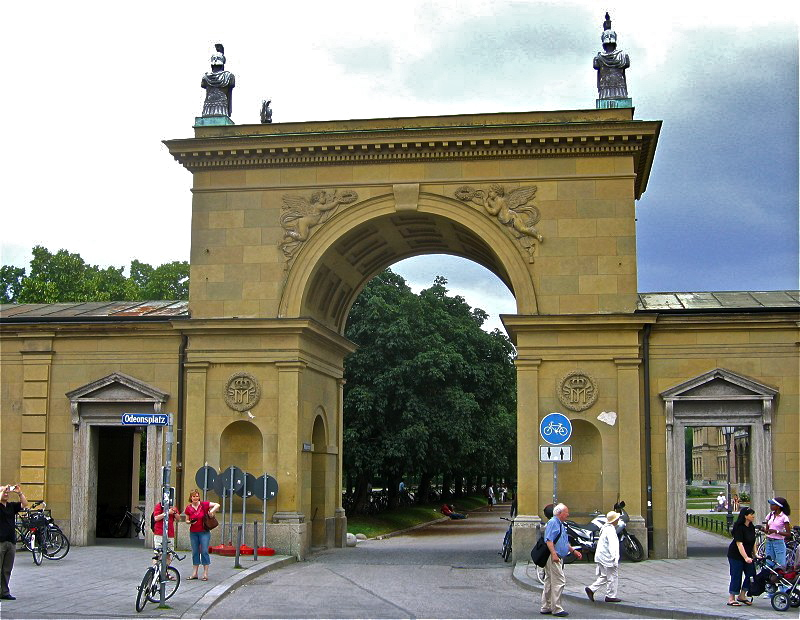
Entrada do Jardim da Corte pela Odeonsplatz.
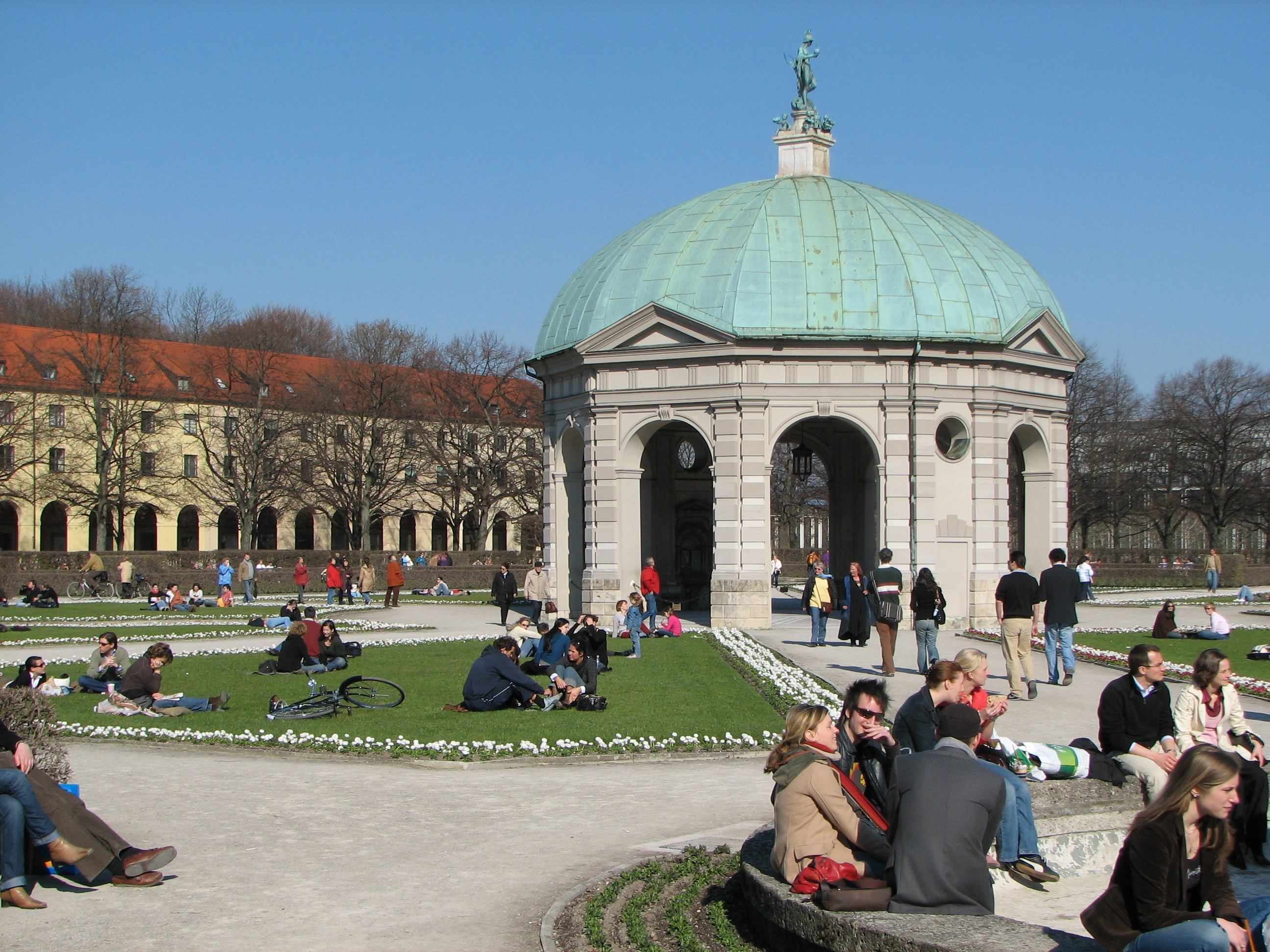
O Jardim da Corte na Primavera.
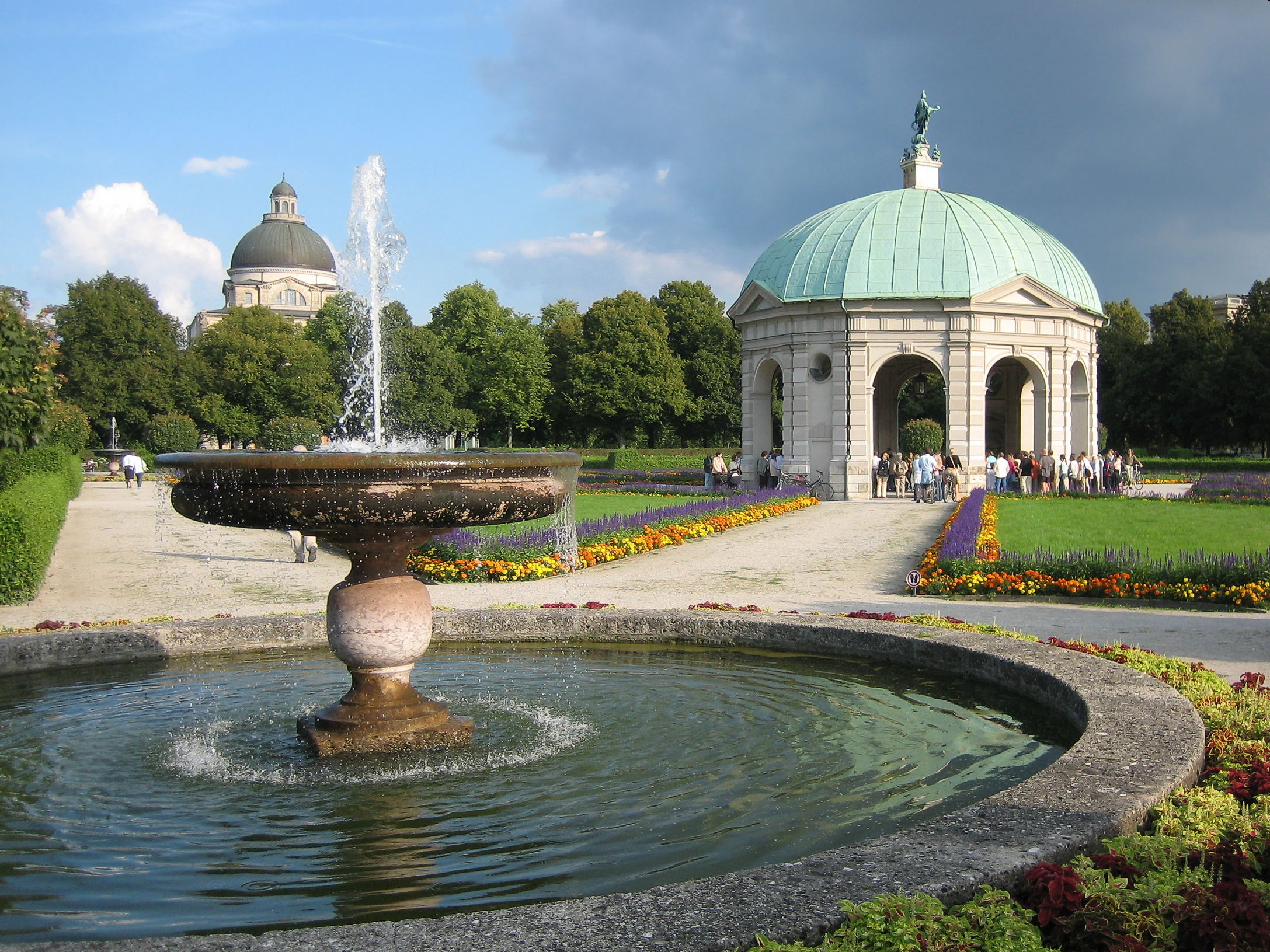
Fonte com o Templo de Diana em segundo plano.
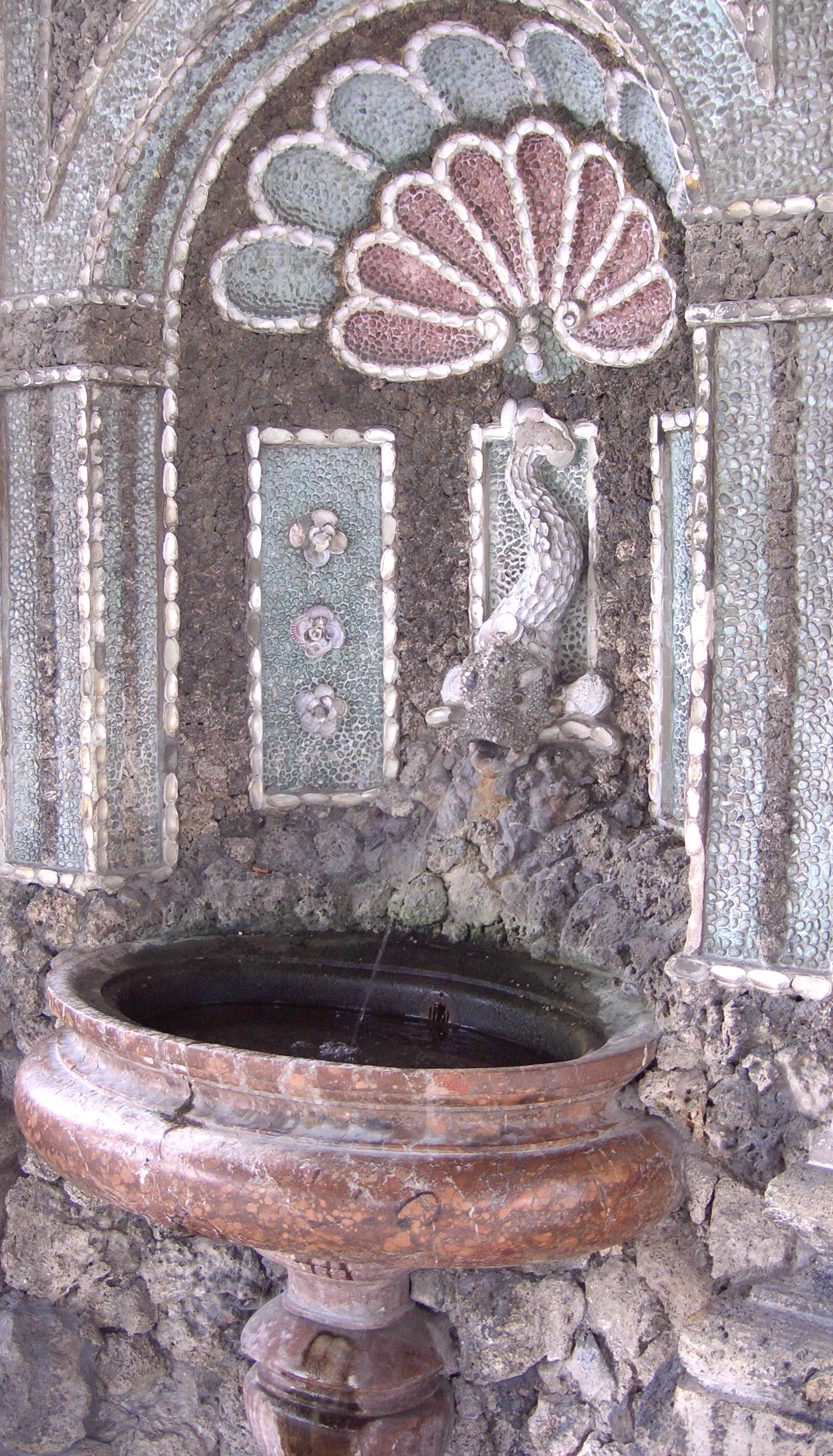
Fonte das Conchas no Templo de Diana.

## Destruição e reconstrução

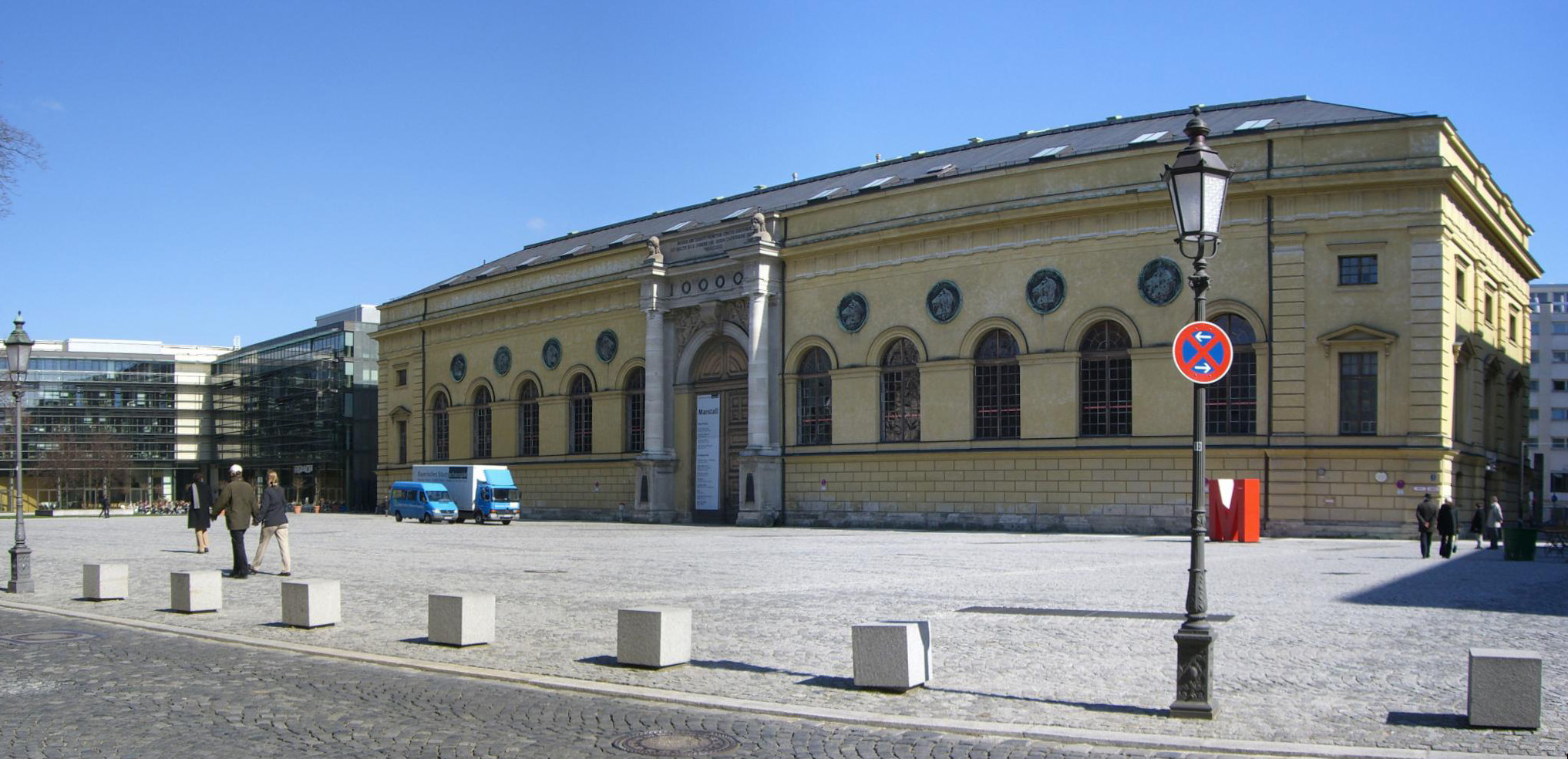
Vista do Marstall.

Durante a Segunda Guerra Mundial a Residência foi seriamente danificada (dos 23.500 m² da superfície do telhado, apenas 50 m² ficaram intactos ), tendo sido amplamente reconstruída nas décadas seguintes, o que foi possível, em grande medida, devido ao facto dos mobiliários e revestimentos de paredes e tectos terem sido exteriorizados antes do primeiro bombardeamento. Doutra forma, uma reconstrução na sua forma actual seria impensável. O mérito desta fase relativamente rápida de reconstrução ficou a dever-se a homens como Tino Walz e o chefe de construção do Bayrischen Schlösserverwaltung (Administração dos Palácios Bávaros), Rudolf Esterer. Estes dois homens promoveram, juntamente com a Associação de Amigos da Residência, a salvaguarda do edifício existente através da construção de telhados de emergência e o rápido início da reconstrução.

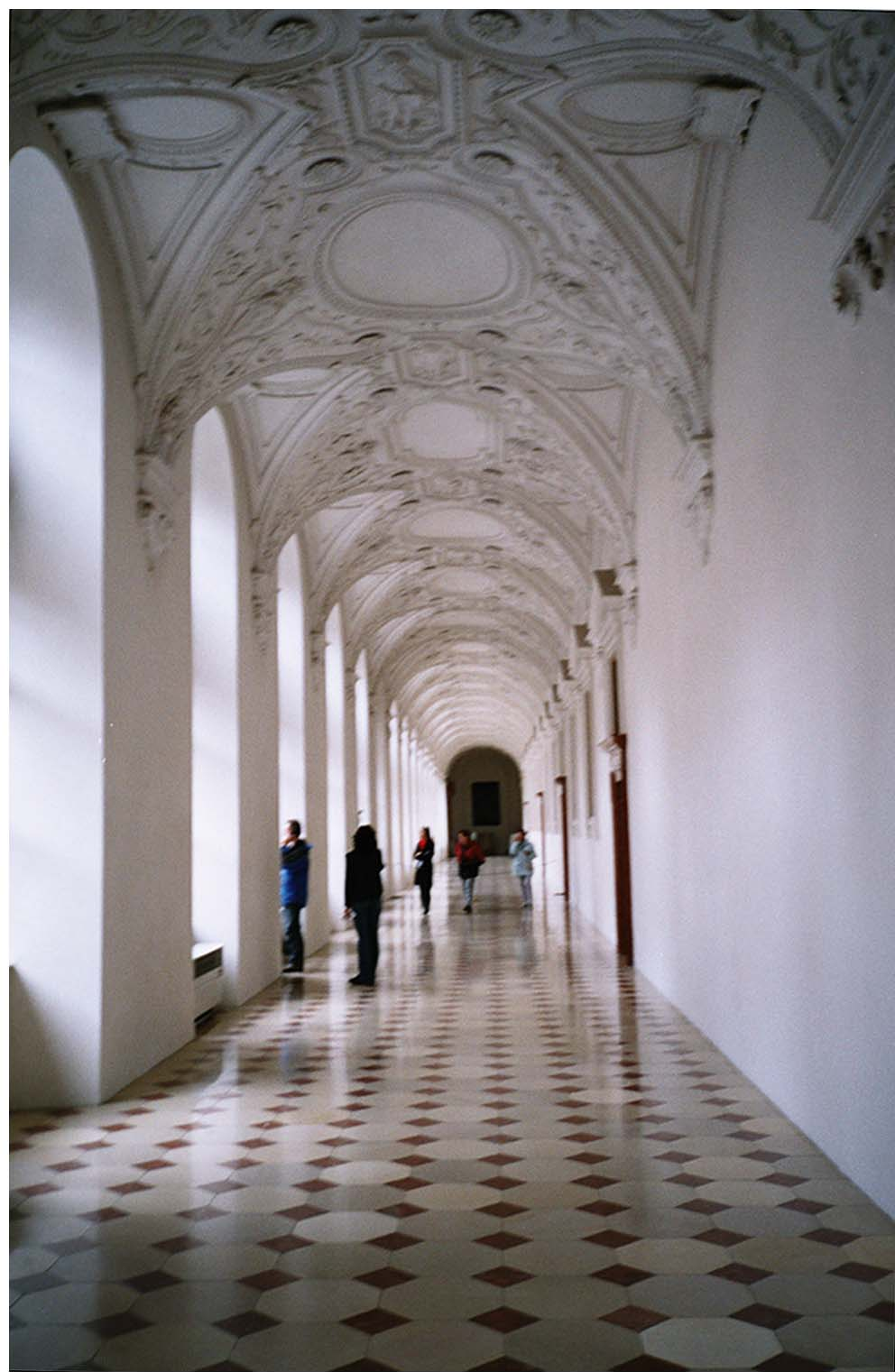
Uma galeria da Münchner Residenz.

Além disso, promoveram uma grande mobilização de fundos. Isto implicou, entre outras coisas, que a Rádio da Baviera (Bayrische Rundfunk) contribuísse com a doação dum milhão de marcos para a reconstrução, mas com a condição que uma sala de concertos fosse instalada na Residência para substituir o destruído Odeon, actual Ministério do Interior do Estado da Baviera. Por esse motivo a Grade Sala do Trono foi irremediavelmente sacrificada, encontrando-se no seu lugar a Nova Sala de Hércules (Neue Herkulessaal). Perdidos foram também, sobretudo, os afrescos da Igreja Paladina de Todos os Santos (Allerheiligenhofkirche), o antigamente magnífico Quarto Pontifício, as salas de estar de Luís II e as restantes salas clássicas da Ala do Salão de Festas, incluindo a magnífica escadaria de cerimónia frente ao Marstall. Depois da guerra teve lugar a construção do edifício do Novo Teatro da Residência ( Neuen Residenztheaters) em vez do Teatro Cuvilliés, reconstruído na zona da farmácia (Apothekenstock) da Residência. O lado leste da Residência foi também decorado com canteiros de rosas, entre o Marstall construído por Klenze e a Igreja de Todos os Santos, onde se encontra agora o edifício do sistema hidráulico do Teatro Nacional e o Instituto Cultural Espanhol. Hoje em dia, as salas de festa servem para recepções e concertos. Por outro lado, o palácio alberga o Museu da Residência (Residenzmuseum), outros museus e gabinetes. Desde 1972, a Academia de Belas Artes da Baviera (Bayerische Akademie der Schönen Künste) está situada no segundo andar da Ala do Rei. Na Ala do Salão de Festas encontra-se a Academia Bávara de Ciências (Bayerische Akademie der Wissenschaften).
As obras na Residência perduram até hoje. Presentemente, o Teatro Cuvilliés, há mais de cinquenta anos na sua actual localização, está a ser amplamente restaurado em 2008. Por outro lado, está em curso a cobertura com um telhado de vidro do vestíbulo de entrada, assim como o desenvolvimento das salas das traseiras da Ala do Rei.

## O museu da Residência (Residenzmuseum)

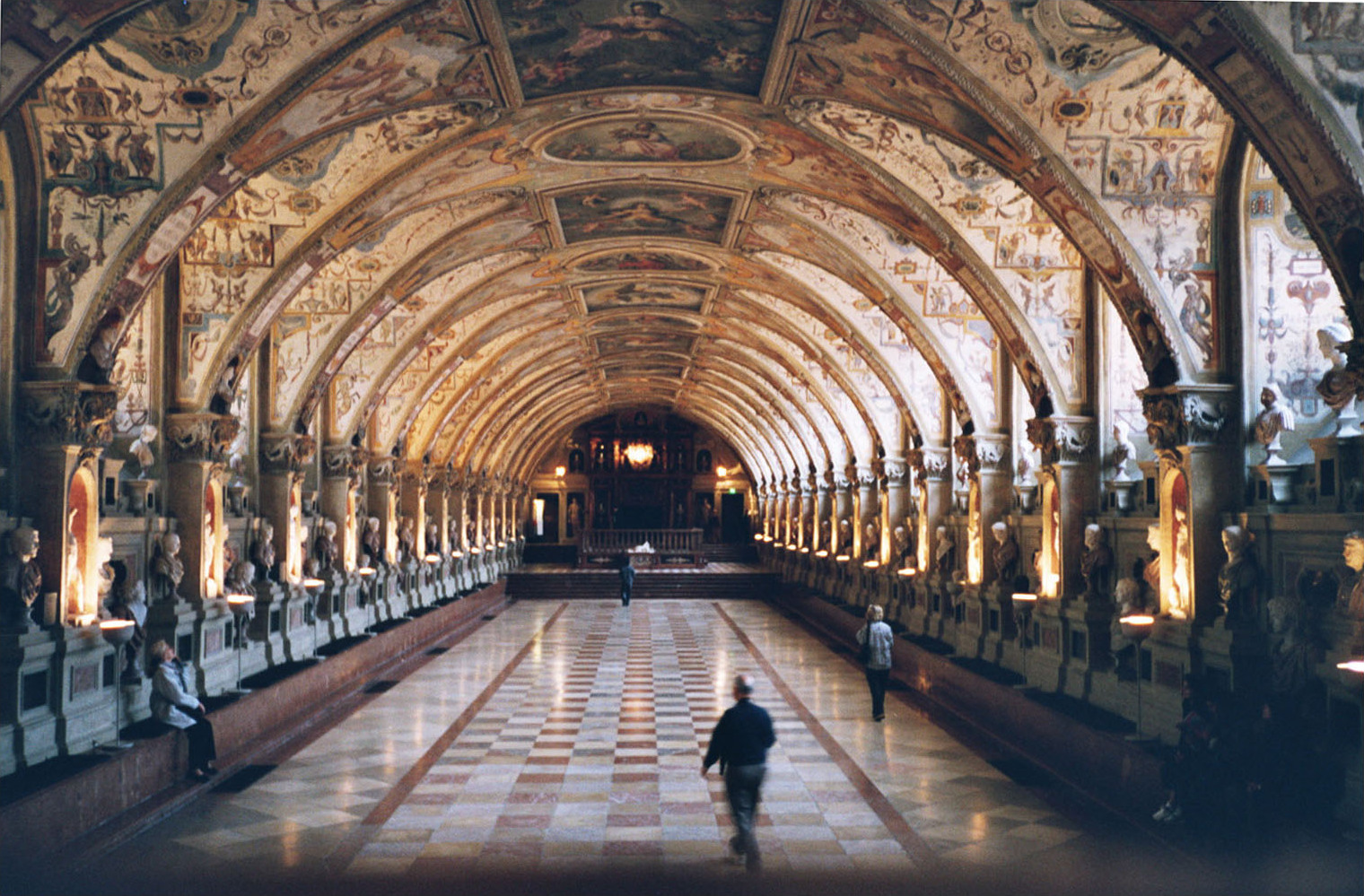
O Antiquarium, uma das mais antigas abóbadas renascentistas da Europa.

Já na época de Luís I era permitido aos visitantes interessados visitar as instalações, sob marcação, quando o casal real não se encontrava na Residência. Deste modo o soberano queria que os súbditos ficassem conscientes da sua ideia de vida real. Nos tempos do Príncipe Regente Leopoldo já era possível visitar todas as partes não utilizadas do palácio e o tesouro, tendo aparecido, finalmente, em 1897 o primeiro guia da Residência de Munique.
Depois da revolução de 1918 foi concluído o último passo para a criação do museu. Naquela época podiam visitar-se um total de 157 salas, o que representava um grande esforço para os visitantes. Actualmente, o Museu da Residência apresenta mais de 130 salas de exposição, com uma visita guiada de manhã e outra à tarde com apoio áudio em cinco idiomas. Além do Antiquarium, podem visitar-se a Antiga Capela da Corte (Alten Hofkapelle) e as muitas salas de aparato, as chamadas Salas do Imperador (Kaiserzimmern), as Salas Ricas (Reichen Zimmern) e os aposentos de representação de Luís I, particularmente as Câmaras de Porcelana (Porzellankammern), que incluem, juntamente com exibições de toda a Europa, uma importante colecção do leste asiático, e o Gabinete das Miniaturas (Miniaturenkabinett), enfatizado por 129 pinturas em miniatura.

## Tesouro
A Câmara do Tesouro na Ala do Rei alberga peças de arte de ourivesaria datadas entre o início da Idade Média e o Classicismo. A colecção é uma das mais preciosas do mundo e inclui trabalhos em cristal de rocha e marfim, camafeus, jóias, peças religiosas, espadas cerimoniais, copos e serviços de mesa. São conhecidos mundialmente, entre outros, o livro de orações de Carlos II de França (cerca de 860), o zimbório de altar de Arnulfo da Caríntia (final do século IX), a cruz relíquia do Imperador Henrique II, a coroa da Imperatriz Cunigunda, a cruz húngara da Rainha Gisela da Baviera (todas do ano 1000), a chamada Coroa de Henrique (cerca de 1200), ou a coroa gótica duma rainha inglesa (cerca de 1370). 
Entre as muitas peças em destaque na colecção encontram-se a Taça Rappoltsteiner (cerca de 1540), o Prato de Holbein (cerca de 1540), a estátua renascentista do cavaleiro São Jorge (cerca de 1599), as insígnias do Imperador de Carlos VII, as insígnias reais da Baviera, feitas em Paris (1806), o conjunto de viagem de Maria Luísa de Áustria, imperatriz da França, e as jóias de rubis da Rainha Teresa.
Também possui tesouros não devolvidos, tal como peças capturadas em guerras contra os turcos, trabalhos em marfim do Ceilão ou porcelanas chinesas.
Também estão expostas na Residência a Colecção Estadual de Moedas de Munique (Staatliche Münzsammlung München) e o Museu Estadual de Arte Egípcia (Staatliches Museum Ägyptischer Kunst).